# Palacete de Ayora
El Palacete y Jardín de Ayora, es un conjunto formado por una villa de recreo y la zona ajardinada que está a su alrededor, que se sitúa en el barrio de Ayora, perteneciente al distrito de Caminos al Grao en la ciudad de Valencia. Los jardines y el palacete tienen varios accesos por distintas calles, el acceso al palacete sería por la calle de los Santos Justo y Pastor y los accesos a los jardines y demás instalaciones que completan el conjunto, por las calles de la Industria, de Jeroni de Montsoriu y del Humanista Furió.
Presenta una catalogación como Bien de Relevancia Local con IGPCV 46.250-9999-000148.

## Palacete
El palacete fue encargado finales del siglo XIX, construyéndose entre 1899 y 1900. Era propiedad del comerciante José Ayora Olcina, quien encargó su edificación al arquitecto valenciano Peregrín Mustieles Cano. El edificio se concibió inicialmente para ser usado como villa de recreo o residencia suburbana, pues en aquel momento se encontraba en una zona de huerta junto al camino de Algirós, que unía el centro de Valencia con el Cabañal.
Durante su historia el palacete ha contado con diversos nombres, como Xalet d’Aiora, Villa Vergel o Palauet d’Aiora. A lo largo del tiempo el nombre ha sido valencianizado o castellanizado, pero no se refiere a la ciudad de Ayora, sino al apellido de la familia propietaria.
El palacio está rodeado por una balaustrada, la fachada esta precedida por una escalinata, además el edificio se encuentra ligeramente elevado sobre el terreno, el edificio mezcla el estilo ecléctico con detalles modernistas, como se observa en su torre rematada por una cúpula. El edificio tiene planta cuadrangular y en su interior se divide en planta baja, planta principal y ático. La decoración interna es suntuosa en la planta baja, con techos dorados y policromados, con relieves rodeados por molduras y artesonados, Otras partes que destacan del interior son los balcones decorados, la escalera y sus diversos nichos. Destacan en esta planta baja dos pinturas al óleo de figuras femeninas que representan alegorías y motivos vegetales de excelente ejecución.   

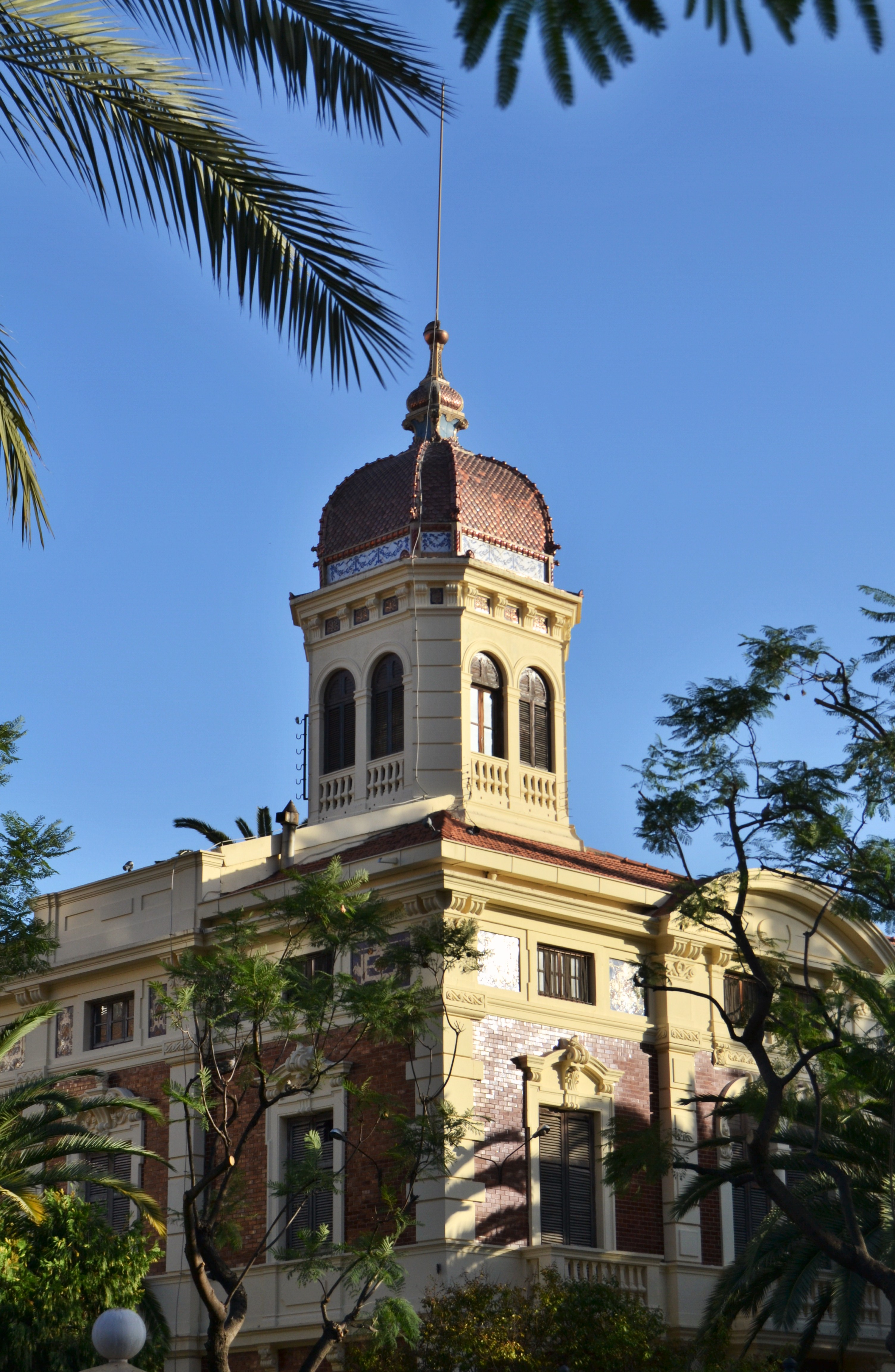

En el exterior, la fachada cuenta en todos sus lados con tres vanos adintelados, salvo en la fachada principal y en la trasera que son vanos dobles formados por arcos de medio punto. Los vanos de la planta principal forman balcones. La decoración exterior esta dominada por el color rojo de los ladrillos y los colores claros de las piedras naturales que decoran ventanas, esquinas y balcones, dotando al edificio de cierta policromía. En su fachada principal tenemos un frontón con una imagen del dios Mercurio, con la fecha de construcción del edificio abajo, en sus paredes hay paneles cerámicos con motivos geométricos.
Lo que más destaca del edificio es su torre central de planta cuadrada y con una cúpula ochavada de escamas con azulejos metálicos de color cobrizo, en los lados de la torre tenemos dos ventanas formadas por arcos de medio punto. A uno de los lados del Palacete se ubicaron unas zonas de juegos para niños.

## Jardines
El jardín convive en plena armonía con el palacete formando cierta unidad, es un gran ejemplo de jardín monumental burgués de la ciudad de Valencia, igual que el palacete es de estilo modernista. Cuatro puertas nos dan el paso a estos jardines con diversas especies botánicas como como araucarias, nandinas domésticas, feijoas sellowianas, pinos, laureles, palmeras de California, moreras de papel, casuarinas o pino australiano, jacarandas, naranjos, limoneros, pinos canarios, eucaliptus y una serie de ficus con grandes troncos, siendo estos árboles centenarios.
Tiene un total de 17 000 m² y es de planta rectangular con puertas de entrada en sus cuatro lados. La decoración del jardín es escasa, lo único que encontramos son bancos de cerámica originales de la construcción del jardín y la fuente que encontramos en el centro del jardín, de la cual sobresale una figura femenina sujetando un ánfora de la cual surge agua que cae sobre la balsa que forma el conjunto de la fuente esta figura esta realizada de hierro y se alza sobre un pedestal de mármol. La figura y la fuente no son elementos originales entre sí. El conjunto del jardín y del palacete están rodeados por un muro. 

## Historia
El primer propietario, José Ayora Olcina, utilizó el conjunto como residencia. José falleció de tuberculosis en París en 1927, y la finca fue heredada por su hermana menor, Dolores Ayora Olcina, quien la ocupó hasta el momento de su muerte el uno de enero de 1962.Durante la Guerra Civil su propietaria se exilió en París y el palacio fue ocupado por organizaciones republicanas. Tras el final del conflicto, el palacio volvería a su propietaria. 
Al fallecer Dolores Olcina, el palacio, junto con 33 hanegadas de jardín, pasa por herencia a ser propiedad del Cotolengo del Padre Alegre, institución benéfica para personas que necesitan de ayuda psíquica y física. Sin embargo, esta institución solo retuvo la propiedad unos pocos años, vendiéndola a una empresa constructora que la su vez la alquiló a una empresa de ocio que la dedicó en la década de los setenta a discoteca, de nombre Le Paradis. Al cesar la actividad de la discoteca, el palacio de Ayora entra en una fase de abandono  creciente, amenazando ruina.
En 1976 fue adquirido por el Ayuntamiento de Valencia.
Estuvo a punto de ser demolido, pero fue declarado Monumento Histórico Artístico el 30 de diciembre de 1982, además de ser Bien de Relevancia Local. A raíz de esta declaración comenzó la restauración del palacio, también reivindicada por el movimiento vecinal que hubo en el barrio, con reivindicaciones para que el parque fuera un espacio público: que el edificio fuera una escuela infantil y un centro de salud infantil. Desde entonces el jardín fue abierto al público y tras muchos años variando las actividades allí realizadas, como el de escuela infantil o guardería, el palacio fue cerrado, hasta que en 2017 fue abierto de nuevo como sede de la Universidad Popular y Espacio Sociocultural.